# Elecciones locales en Andes (Antioquia) de 2019
Las Elecciones locales en Andes de 2019, se llevaron a cabo el 27 de octubre de 2019 en el municipio de Andes (Antioquia). En dichas elecciones, los habitantes Andinos eligieron los siguientes cargos para un periodo de cuatro años contados a partir del 1° de enero de 2020:
- Alcalde de Andes
- Gobernador de Antioquia.
- 13 miembros del Concejo municipal de Andes.
- 26 Diputados de la Asamblea de Antioquia.

## Legislación
Según la Constitución de Colombia, pueden ejercer su derecho a sufragio los ciudadanos mayores 18 años de edad que no hagan parte de la Fuerza Pública, no estén en un proceso de interdicción, y que no hayan sido condenados. Las personas que se encuentran en centros de reclusión, tales como cárceles o reformatorios, podrán votar en los establecimientos que determine la Registraduría Nacional. La inscripción en el registro civil no es automática, el ciudadano debe dirigirse a la sede municipal de la Registraduría para inscribir su identificación personal en un puesto de votación.
La Ley 136 de 1994 establece que para ser elegido alcalde se requiere ser ciudadano colombiano en ejercicio y haber nacido o ser residente del respectivo municipio o de la correspondiente área metropolitana durante un año anterior a la fecha de inscripción o durante un período mínimo de tres años consecutivos en cualquier época. El alcalde se elige por mayoría simple, sin tener en cuenta la diferencia de votos con relación a quien obtenga el segundo lugar.
Está prohibido para los funcionarios públicos del municipio difundir propaganda electoral a favor o en contra de cualquier partido, agrupación o movimiento político, a través de publicaciones, canales de televisión y de radio o imprenta pública, según la Constitución y la Ley Estatutaria de Garantías Electorales. También les está expresamente prohibido acosar, presionar, o determinar, en cualquier forma, a subalternos para que respalden alguna causa, campaña o controversia política.
Los organismos encargados de velar administrativamente por el evento son la Registraduría Nacional del Estado Civil y el Consejo Nacional Electoral

### Voto en blanco
En Colombia el voto en blanco se considera una expresión del disenso a través del cual se promueve la protección de la libertad del elector. En la normativa electoral colombiana, el voto en blanco es “una expresión política de disentimiento, abstención o inconformidad, con efectos políticos”.
Algunas discusiones del Congreso se señaló que esa mayoría debía ser mayoría simple, sin embargo la Corte Constitucional ha hecho consideraciones que indican que se requeriría de mayoría absoluta, aunque no se ha pronunciado, ni conceptuado sobre este acto legislativo.

## Candidatos a la Alcaldía
Para suceder al alcalde John Jairo Mejía, las siguientes personas se inscribieron como candidatos ante la registraduría:
- Movimiento Alternativo Indígena y Social (MAIS): Juan Gonzalo Berrío

- Coalición Partido Conservador Col - Partido Cambio Radical: Germán Alexander Vélez

- Coalición Amor Por Andes: David Romero Vélez

- Coalición Andes, Alianza por el Desarrollo Humano: Carlos Alberto Osorio

### Resultados
|                           | Candidato a la Alcaldía   | Partido o movimiento                                                                                   | Votos  | (%)             |
| ------------------------- | ------------------------- | --- | ------ | --------------- |
|                           | Carlos Alberto Osorio     | Partido de la U Centro Democrático                                                                     | 7 105  | 37,94           |
|                           | Germán Alexander Vélez    | Partido Conservador Colombiano Partido Cambio Radical                                                  | 5 306  | 28,33           |
|                           | David Romero Vélez        | GSC Amor Por Andes Partido Liberal Colombiano Alianza Social Independiente (ASI) Partido Alianza Verde | 3 216  | 17,17           |
|                           | Juan Gonzalo Berrío       | Movimiento Alternativo Indígena y Social (MAIS)                                                        | 1 797  | 9,60            |
| Votos en blanco           | Votos en blanco           | Votos en blanco                                                                                        | 472    | 2,63            |
| Votos nulos               | Votos nulos               | Votos nulos                                                                                            | 298    | 1,59            |
| Tarjetas no marcadas      | Tarjetas no marcadas      | Tarjetas no marcadas                                                                                   | 534    | 2,85            |
| Total de votos escrutados | Total de votos escrutados | Total de votos escrutados                                                                              | 18 728 | (Participación) |

#### Puestos de Votación
| 01                     | Colegio Juan De Dios Uribe       | 1 695 | 1 322 | 791 | 462 |
| 02                     | Colegio San Juan de los Andes    | 1 502 | 964   | 549 | 453 |
| 03                     | Colegio Marco Fídel Suárez       | 884   | 883   | 567 | 457 |
| 04                     | Escuela Luis Gutiérrez           | 620   | 568   | 337 | 159 |
| 05                     | Corregimiento de Santa Rita      | 424   | 480   | 197 | 49  |
| 06                     | Corregimiento de Tapartó         | 497   | 73    | 275 | 47  |
| 07                     | Corregimiento de Santa Inés      | 399   | 180   | 47  | 17  |
| 08                     | Corregimiento de Quebrada Arriba | 242   | 185   | 215 | 34  |
| 09                     | Corregimiento de Buenos Aires    | 270   | 216   | 84  | 7   |
| 10                     | Corregimiento de San José        | 248   | 210   | 13  | 9   |
| 11                     | Placa de Corid                   | 127   | 133   | 95  | 61  |
| 12                     | Corregimiento San Bartolo        | 70    | 43    | 23  | 32  |
| 13                     | Vereda La Aguada                 | 45    | 38    | 17  | 6   |
| 14                     | Cárcel                           | 11    | 11    | 6   | 6   |
| Fuente: La Silla Vacía |                                  |       |       |     |     |

## Concejo Municipal
la votación para la conformación del Concejo Municipal arrojó los siguientes resultados:
| Partido                                  | Tipo¹                | Votos | %     | Curules |
| ---------------------------------------- | -------------------- | ----- | ----- | ------- |
| Partido de la U                          | Preferente           | 4.302 | 24,71 | 4       |
| Partido Conservador Colombiano           | Preferente           | 2.538 | 14,58 | 2 (-1)  |
| Centro Democrático                       | Preferente           | 2.207 | 12,67 | 2 (+2)  |
| Autoridades Indígenas de Colombia        | Preferente           | 1.760 | 10,11 | 1 (+1)  |
| Alianza Verde                            | Preferente           | 1.699 | 9,76  | 1 (-1)  |
| Partido Liberal Colombiano               | Preferente           | 1480  | 8,50  | 1       |
| Cambio Radical                           | Preferente           | 1.289 | 7,40  | 1       |
| Movimiento Alternativo Indígena y Social | Preferente           | 606   | 3,48  | 0       |
| Polo Democrático Alternativo             | Preferente           | 492   | 2,82  | 0       |
| Alianza Social Independiente             | Preferente           | 172   | 0,98  | 0 (-1)  |
| Colombia Humana - UP                     | No Preferente        | 107   | 0,61  | 0       |
| Votos blancos                            | Votos blancos        | 755   | 4,33  | 4,33    |
| Votos nulos                              | Votos nulos          | 685   | 3,51  | 3,51    |
| Tarjetas no marcadas                     | Tarjetas no marcadas | 1391  | 7,13  | 7,13    |

- (¹) - Existen dos tipos de voto para elecciones para el Concejo de Andes. Con el voto preferente el partido o movimiento político opta por inscribir una lista abierta de tal manera que el elector vota no solo por el partido o movimiento político sino además por alguno de los candidatos que componen la lista. Obtienen curul los candidatos que más votos obtuvieron dentro del partido, dependiendo del número de escaños que alcance la colectividad, sin importar el orden de inscripción dentro de la lista. Con el voto no preferente se inscribe una lista cerrada de tal manera que el elector sólo vota por el partido o movimiento político. La asignación de curules se hace en el orden de inscripción dentro de la lista, dependiendo del número de escaños que alcance el partido.

### Concejales electos
| Partido                           | Concejal                  | Votación |
| --------------------------------- | ------------------------- | -------- |
| Partido de la U                   | Alveiro Mora Taborda      | 578      |
| Partido de la U                   | Gabriela Escobar Cadavid  | 556      |
| Partido de la U                   | Pedro José Cardona        | 538      |
| Partido de la U                   | Genaro Restrepo González  | 488      |
| Partido Conservador Colombiano    | Jhon Jairo Correa         | 455      |
| Partido Conservador Colombiano    | Huberto Bustamante Osorio | 428      |
| Partido Conservador Colombiano    | Germán Alexander Vélez    |          |
| Centro Democrático                | Juan Bernardo Tangarife   | 458      |
| Centro Democrático                | Carlos Saldarriaga Tobón  | 411      |
| Autoridades Indígenas de Colombia | Ana Noreña Restrepo       | 588      |
| Alianza Verde                     | Alejandro Garzón Ramírez  | 632      |
| Partido Liberal Colombiano        | Stiven Vélez Henao        | 652      |
| Cambio Radical                    | Gerardo Emigdio Henao     | 524      |

## Asamblea Departamental
la votación para la Asamblea Departamental de Antioquia en Andes arrojó los siguientes resultados:
| Partido                                  | Tipo¹                | Votos | %     |
| ---------------------------------------- | -------------------- | ----- | ----- |
| Partido de la U                          | Preferente           | 4.487 | 26,02 |
| Partido Conservador Colombiano           | Preferente           | 2.132 | 12,36 |
| Polo Democrático Alternativo             | Preferente           | 2.005 | 11,63 |
| Centro Democrático                       | Preferente           | 825   | 4,78  |
| Partido Liberal Colombiano               | Preferente           | 526   | 3,05  |
| Cambio Radical                           | Preferente           | 509   | 2,95  |
| Alianza Verde                            | Preferente           | 502   | 2,91  |
| Alianza Social Independiente             | Preferente           | 256   | 1,48  |
| Movimiento Alternativo Indígena y Social | Preferente           | 96    | 0,56  |
| Opción Ciudadana                         | No Preferente        | 80    | 0,46  |
| MIRA                                     | Preferente           | 75    | 0,43  |
| Votos blancos                            | Votos blancos        | 1.451 | 8,41  |
| Votos nulos                              | Votos nulos          | 870   | 5,04  |
| Tarjetas no marcadas                     | Tarjetas no marcadas | 3.434 | 19,91 |

- (¹) - Existen dos tipos de voto para elecciones para la Asamblea de Antioquia. Con el voto preferente el partido o movimiento político opta por inscribir una lista abierta de tal manera que el elector vota no solo por el partido o movimiento político sino además por alguno de los candidatos que componen la lista. Obtienen curul los candidatos que más votos obtuvieron dentro del partido, dependiendo del número de escaños que alcance la colectividad, sin importar el orden de inscripción dentro de la lista. Con el voto no preferente se inscribe una lista cerrada de tal manera que el elector sólo vota por el partido o movimiento político. La asignación de curules se hace en el orden de inscripción dentro de la lista, dependiendo del número de escaños que alcance el partido.